# Västerländsk adel

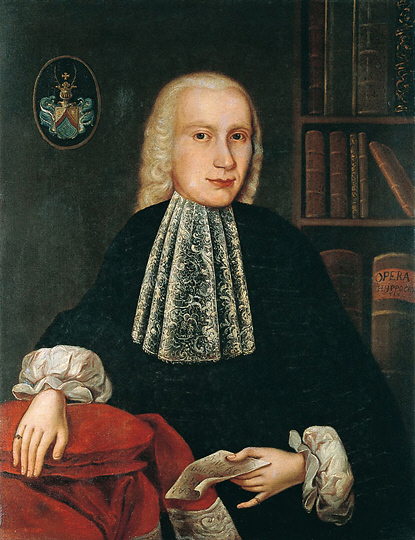
Porträtt av anonym engelsk adelsman från 1700-talet.

I västvärlden växte den adel som associeras med lagstadgade ärftliga privilegier och skyldigheter fram under tidig medeltid. Detta innebar fördelar av ekonomisk, politisk, geografisk och social art i samhällets översta skikt. Privilegierna kunde vara belöningar erbjudna av kungamakten eller köpta. Det var i krigstid vanligt med omedelbar dubbning vid så kallad tapperhet i strid, och ofrälse män kunde därigenom adlas. Kyrkan hade ett betydande inflytande över adeln då biskopar och adelsmän ofta hade gemensamma föräldrar och bakgrund i samhället.

## Historia
Ett slags adelskap kan spåras hos många folk ända från egyptier och indier till perser och greker, men för europeisk del är främst romarriket dess förebild. Man kan med säkerhet fastställa en västeuropeisk form av riddarväsende så långt tillbaka som till 400-talet före Kristus.
Militära insatser var den ursprungliga anledningen till att kungarna adlade sina dugligaste militärer. Adelns dominerande betydelse i stort gällde framför allt under medeltiden, och hängde samman med det krigsväsende som rådde under denna tid. Dess viktigaste komponent till lands var det tungt bepansrade kavalleriet. Detta var emellertid mycket dyrbart att sätta upp och underhålla, så i en tid där staten ännu saknade samlade ekonomiska tillgångar, var det även förmögna medborgare som ställde sig till förfogande, och även de blev på så vis adlade.
Under 1600-talet blev det alltmer vanligt att stater med ekonomiska problem sålde adelstitlar, så kallad ämbetstitel. För köparna var detta en investering då adeln hade ensamrätt på många yrken inom militären och byråkratin. Det förekom även att framstående vetenskapsmän, upptäcktsresande och handelsmän adlades. Adelstiteln som ärvdes kallas svärdsadel.

## Adelns plikter, yrkesutövning och samhällsfunktion
Besittning av större egendom ansågs i det feodala samhället medföra ansvar och förpliktelser, och det skänkte dessutom status. Särskilt officersyrket medförde historiskt en företrädesställning för adelskapet, men också läkaryrket, biskopsyrket och domaryrket. I realiteten var det adeln som styrde samhället i det feodala samhället, något som av många ansågs djupt orättvist eftersom de ofta ärvde makten utan att behöva åstadkomma något själva. Denna känsla av orättvisa kulminerade i Europa under franska revolutionen.
Militär verksamhet har för adeln varit en dominerande syssla i de flesta europeiska länder under rådande krig. Det adliga inslaget i officerskårerna inom många europeiska länders arméer var betydande ännu långt in på 1900-talet. Fram till första världskrigets utbrott 1914 fanns i vissa monarkier militära rangförband med officersrekrytering uteslutande från adliga familjer.

## Den västerländska adelns kultur
En adelsman skulle inte enbart vara en duglig militär, han skulle vara ett föredömligt exempel i de intellektuella kretsarna. Stora krav ställdes på adelsmannens läshuvud och insikt i de fria konsterna. Man skulle gärna ha kunskaper i latin och några av de större europeiska språken. Man förväntades vara insatt i allmän juridik, musik, matematik och astronomi. Även kunskaper i klassisk historia värderades högt. Ungdomen kunde skickas iväg för att besöka de platser som omnämndes i historieböckerna, så kallad grand tour eller peregrination. En adelsman skulle även kunna tala offentligt och formulera sig i skrift.

### Titlar och heraldik
Ett adelskap innebär titlar och heraldiska vapensköldar med släktens vapen gestaltat.     

### Noblesse oblige
Adliga personer ansågs ha ett större moraliskt ansvar än resten av befolkningen. Den franska termen noblesse oblige betyder adelskap förpliktigar.  

## Västerländsk adel idag
Nyadling sker fortfarande i Belgien, Luxemburg, Nederländerna, Spanien och Storbritannien. I Sverige försvann monarkens möjlighet att adla år 1975 då den nya regeringsformen antogs. Nyadling hade dock inte skett sedan 1902, när Sven Hedin adlades, som blev den siste adlas i Sverige.